# Риккэн Сэйюкай
Риккэн Сэйюкай (яп. 立憲政友会 Риккэн Сэйю:кай, «Партия друзей конституционного правления») — одна из основных политических партий в довоенной Японии. Она также была известна как просто Сэйюкай.
Будучи основана 15 сентября 1900 года Ито Хиробуми, партия Сэйюкай являлась проправительственным альянсом бюрократов и бывших членов партии Кэнсэйто. В период с 1900 по 1921 года Сэйюкай была самой могущественной политической партией Японии. Несмотря на то, что сами её члены называли Сэйюкай «либеральной партией», она ориентировалась на консервативные ценности, зачастую выступала в оппозиции к социальным реформам и поддерживала бюрократический контроль и милитаризм с целью завоевать как можно больше голосов на выборах. Основным соперником Сэйюкай была партия Риккэн Минсэйто.
Партия Сэйюкай пришла к власти в октябре 1900 года. Когда лидером партии после Ито Хиробуми стал Сайондзи Киммоти, в 1912—1913 годах Сэйюкай приняла активное участие в Движении в защиту конституционного правительства. В 1913—1914 годах во время правления премьер-министра Ямамото Гоннохёэ Сэйюкай превратилась в правящую партию. Член кабинета министров (и позднее четвертый лидер партии) Такахаси Корэкиё помог усилить связи с дзайбацу, особенно с финансовой группой Мицуи.
В сентябре 1918 года премьером стал третий лидер партии, Хара Такаси. Он назначил членов Сэйюкай на должности всех министров, кроме министра по делам армии, министра по делам флота и министра иностранных дел. В 1920 году партия достигла пика своей популярности.
После убийства Хары Такаси в 1921 году многие члены Сэйюкай вышли из неё, сформировав собственную фракцию, но тем не менее, партия сохранила достаточное количество мест в парламенте, чтобы доминировать в кабинете, который возглавил её пятый лидер — генерал Танака Гиити, который был премьером в 1927—1929 годах.
Попав в оппозицию во время правительства Осати Хамагути, в котором доминировали члены партии Минсэйто, Сэйюкай всячески критиковала ратификацию Лондонского морского договора 1930 года как противоречащего статье 11 конституции, которая провозглашала независимость вооруженных сил от гражданского контроля.
После победы на выборах 1931 года под предводительством Инукаи Цуёси Сэйюкай сформировала кабинет министров, ввела свободно колеблющийся курс иены и предприняла ряд мер для оживления экономики. Однако после убийства Инукаи 15 мая 1932 года разлад в партии серьёзно повлиял на её эффективность.
В 1940 году члены партии проголосовали за самороспуск с тем, чтобы войти в Ассоциацию помощи трону, что было продиктовано попытками Фумимаро Коноэ создать однопартийное государство. После этого Сэйюкай прекратила своё существование.